# Anomalon californicum
Anomalon californicum är en stekelart som först beskrevs av Ezra Townsend Cresson 1879. Anomalon californicum ingår i släktet Anomalon och familjen brokparasitsteklar. Inga underarter finns listade i Catalogue of Life.